# وكالة الأنباء العراقية
وَكَالة الأنباء العِراقيَّة (واع) وَكالة إخبارية، أسست في عهد عبد الكريم قاسم، سنة 1959 وكالةً رسمية لمَّا لم يكن في العراق مِن خبيرٍ بوكالات الأنباء، وأسلوب عملها، وأجهزتها الفنية. وكان العراق أول بلد عربي يؤسس وكالة أنباء بعد مِصر. فكان مؤسسوها روادًا،  وهم: محسن حسين، وحميد رشيد، وأحمد قطان.

## البدايات
يعد يوم 9 تشرين الثاني/نوفمبر 1959 وهو يوم تأسيسها.
هذا التاريخ  ليس تاريخ قرار الحكومة العراقية بتأسيس الوكالة (لأن القرار أتخذ في أوائل آذار) وهو ليس تاريخ صدور قانون الوكالة رقم 158 لسنة 1959 (فالقانون صدر في 28 أيلول 1959) وليس تاريخ تنفيذه (تاريخ التنفيذ هو تاريخ نشر القانون في الجريدة الرسمية وهو 6 تشرين الأول 1959) ولا حتى تاريخ تعيين أول مدير عام لهاحمد قطان. إنما يوم 9 تشرين الثاني 1959 هو اليوم الذي صدرت أول نشرة إخبارية مطبوعة على الورق تحمل اسم (وكالة الأنباء العراقية).
قبل ذلك التاريخ بتسعة أشهر وبالتحديد في الأيام الأولى من شهر آذار/مارس 1959 استدعي صحفيان كانا يعملان في جريدة البلاد هما محسن حسين وحميد رشيد لمقابلة مدير الإذاعة آنذاك (سليم الفخري). وأبلغهما أن الحكومة قررت تأسيس وكالة أنباء رسمية على غرار وكالة أنباء الشرق الأوسط المصرية (أ.ش.أ)، وأنه قد تم اختيارهما لإنشاء نواة لهذه الوكالة. وقال إن هذه النواة سترتبط بالإذاعة لحين إكمال الإجراءات القانونية اللازمة لتأسيس الوكالة.
كان حميد رشيد من أبرز الصحفيين في ذلك الوقت. ولقد كان يمارس شتى صنوف العمل الصحفي بكفاءة مثل العمود والتحقيق والمقال السياسي والخبر وكان يترجم من اللغة الإنكليزية التي تعلمها وحده وبدأ بتعلم اللغة الفرنسية معتمداً على نفسه أيضا.
أما محسن حسين فقد كان هاويا للصحافة قبل أن يحترفها عام 1956 وقد عرفه القراء والوسط الصحفي كمحرر تحقيقات ومندوب أخبار إضافة إلى بداية متواضعة في كتابة القصة القصيرة وكان قد عمل في صحيفة الشعب وملحقها مجلة (الأسبوع) في العهد الملكي ثم في صحيفة الجمهورية بعد ثورة 14 تموز 1958 ثم في صحيفة البلاد لعدة أشهر وعمل لفترة مراسلا لمجلة (صباح الخير) المصرية.
وفي غرفة تقع في الجهة اليمنى من مدخل الإذاعة في الصالحية بدأ الصحفيان العمل تحت أسم (مكتب الارتباط) وتنسب هشام القاضي الموظف في الإذاعة رئيسا للمكتب دون أن تكون له صلة بالحصول على الأخبار أو تحريرها. وانضم إليهما لفترة من الزمن إسماعيل الربيعي في بداية عمله الصحفي، ومفيد الجزائري الذي تولى منصب وزير الثقافة عام 2003.
كان العمل في البداية جولات يومية على الوزارات والمنظمات لجمع الأخبار والعودة إلى الإذاعة عند الظهر لتحريرها وطبعها واستنساخها تسلم نسخة منها إلى المذيعين لإذاعتها وتوزيع البقية على الصحف المحلية لنشرها في اليوم التالي. وكانت ترد إلى المكتب بيانات الوزارات وتصريحات رسمية من الوزراء لادراجها في النشرة، وكذلك بيانات مجلس الوزراء ومقابلات كبار المسؤولين.
وظلت نشرة مكتب الارتباط تصدر بانتظام زهاء تسعة أشهر
في تشرين الأول /أكتوبر 1959 عين أحمد قطان مديرا عاما لوكالة الأنباء العراقية إثر صدور قانون الوكالة ونظامها في الجريدة الرسمية في السادس من ذلك الشهر. وفي ذلك الوفت كان وزير الإرشاد (الاعلام) الدكتور فيصل السامر وقد بذل جهدا كبيرا في تاسيس الوكالة واصدار قانونها. واخذ المدير العام يتردد على الإذاعة. وكان يجلس مع ذوالنون أيوب المدير العام للإذاعة والتلفزيون وبدأ يطلب الإطلاع على النشرة قبل إذاعتها وتوزيعها على الصحف وادى ذلك إلى خلاف مع الصحفي حميد  رشيد الذي كان يعتقد أنه أفضل من أحمد قطان وأنه يجب أن لا يأمره، وهكذا ترك حميد رشيد العمل وعاد على الفور إلى العمل في الصحف قبل ان تصدر أول نشرة اخبار باسم الوكالة.
في تشرين الثاني نوفمبر أغلق مكتب الارتباط وانتقل العمل إلى مبنى قريب من الإذاعة اتخذ مقرا للوكالة ثم جرى نقل قسمي الأخبار الخارجية والإنصات من الإذاعة إلى مبنى الوكالة وبدأ العمل في 9 تشرين الثاني نوفمبر 1959 باصدار نشرة إخبارية تحمل اسم وكالة الأنباء العراقية بدلا من مكتب الارتباط في الإذاعة والتلفزيون.

## قرار خطير
في تلك الأيام صدر قرار من مجلس الوزراء يعد من أخطر القرارات الخاصة بالإعلام العراقي وهو قرار مركزية الأخبار أي أن تنحصر كل الأخبار أيا كان مصدرها بالوكالة، وتنفيذا لهذا القرار فقد نقلت ثلاثة أقسام من الإذاعة إلى الوكالة بجميع العاملين فيها من موظفين وعمال وغيرهم، وهي مكتب الارتباط وقسم الأخبار الخارجية وقسم الإنصات. وظلت الإذاعة وكذلك التلفزيون منذ ذلك الوقت ولمدة 11 عاما لا تمارس العمل الإخباري. وقد انعكست الآثار السلبية لهذا القرار على شتى المؤسسات الإعلامية وأولها الإذاعة والتلفزيون ثم الصحف ثم الوكالة نفسها.
فالإذاعة والتلفزيون أصبحا يتلقيان نشرات مطبوعة من الوكالة قبل موعد كل نشرة بعدة دقائق. يحمل النشرة موزع يسلمها باليد إلى المذيع وفي الكثير من الأحيان يتسلم المذيع النشرة في الوقت الذي تدق فيه الساعة فيقرأ النشرة على الهواء دون أن يكون قد أطلع عليها وقرأها جيداً، ووضع الحركات اللازمة على حروفها، ولذلك فقد كثرت الأخطاء اللغوية كما كثرت أخطاء قراءة الأسماء الأجنبية، والأهم من ذلك أن وكالات الأنباء تعد عادةً أخبارها بصياغة تختلف تمام الاختلاف عن الأخبار الإذاعية والتلفزيونية وأخبار الصحف، لكن قرار (مركزية الخبر) أدى إلى أن تكون هناك صيغة واحدة ولم يكن باستطاعة الوكالة غير ذلك.
أما الصحف فقد أثر عليها ذلك القرار أيضا، حيث كانت الصحف أهلية يهمها الربح وتخفيض النفقات، وعندما بدأت الوكالة عملها ووجدت الصحف أنها تتلقى أخبارا مجانية فلم تعد الصحف بحاجة إلى العديد من المندوبين كما كان الوضع قبل الوكالة، ثم أن هذه الأخبار الواردة من الوكالة هي أخبار رسمية لا يحتاج نشرها إلى الحصول على موافقة الرقابة، وبذلك فان أصحاب الصحف تخلصوا من التدقيق الذي كانوا يعانونه من الرقابة، ومنذ ذلك الوقت أصبحت هناك اعتماد على أخبار الوكالة فقط ولم تعد هناك منافسة بين الصحف على أخبار تنفرد بها هذه الصحيفة أو تلك وبالطبع لم تكن هناك منافسة تشحذ همم مندوبي الصحف وتشجعهم على السبق الصحفي أو نشر أخبار تميز هذه الصحيفة عن تلك. ولسنوات عديدة ولهذا السبب وحده أصبحت الصحف نسخة واحدة، أخبارها واحدة، وصياغة الأخبار واحدة إلا ما ندر.
أما الوكالة نفسها فقد أساء لها القرار إذ أصبحت الوكالة وصحفييها بدون منافسين وما توزعه الوكالة ينشر في الصحف ويذاع من الإذاعة، وبالطبع فان الصحفي الذي لا يجد من ينافسه فان حماسته تقل.
لقد كان من واجب مسؤولي الوكالة متابعة الصحف لعلهم يجدون أخبارا لم يحصل عليها مندوبوا الوكالة فيحاسبونهم، لكن ذلك لم يحدث إلا نادراً.
وفي الحالات التي يوجد فيها مندوب للوكالة مع مندوب للصحيفة في مناسبة ما أو مؤتمر صحفي فان إدارة الصحيفة تنشر ما يردها من الوكالة وتهمل ما يقدمه لها مندوبها الخاص حتى وان كان خبر مندوب الصحيفة أفضل من خبر الوكالة.

## أول مدير عام
كان أول مدير عام لوكالة الأنباء العراقية هو أحمد قطان وكان على جانب كبير من الثقافة والأخلاق الحسنة، وما يزال أوائل العاملين في الوكالة يذكرونه باحترام كبير، وقد عمل معهم بانسجام  وتفاهم واسعين مما ساعد على أن تتخذ الوكالة الناشئة خطواتها الأولى بثبات.
لكن المشكلة كانت في الإمكانات المادية والفنية، ولكي يدرك القارئ الوضع المالي للوكالة نورد هنا ميزانية الوكالة للسنوات الخمس الأولى:-
| فلس | دينار  | التاريخ                   |
| 561 | 19,015 | شهران من عام 59 وعام 1960 |
| 293 | 74,038 | عام 1961                  |
| 351 | 85,077 | عام 1962                  |
| 775 | 95,931 | عام 1963                  |

ومن الملاحظ أن نفقات الوكالة في عامي 59 و1960 كانت نحو 19 ألف دينار ارتفعت عام 61 إلى 74 آلف دينار ثم في عام 62 إلى 85 آلف دينار ووصلت عام 63 إلى 95 آلف دينار.
أما الإيرادات فقد كانت صفراً لعامي 59 و60 وفي عام 1961 كانت نحو 6516 دينارا وبعدها هبطت عام 62 إلى 2387 دينارا ثم انخفضت عام 63 إلى 1064 دينارا فقط.
أما عدد الموظفين فقد كان عام 1960 (64 موظفاً) وفي عام 1961 أصبح 103 موظفاً إضافة إلى 33 من دوائر أخرى يعملون فيها عملاً إضافياً وأرتفع عدد الموظفين عام 1962 إلى 125 بينما أنخفض موظفوا العمل الإضافي إلى 29 شخصاً، وفي عام 1963 كان العدد 126 موظفاً و25 بعمل إضافي.
أما الإمكانات الفنية فقد كانت صفراً سواءً في الكوادر أم الأجهزة، وقد استعانت الوكالة في السنوات الأولى بدائرة البريد والبرق والهاتف فاستأجرت منها بعض أجهزة الاستقبال لوكالات الأنباء الأجنبية وتم تعيين عددً من الفنيين العاملين فيها لنصب وتشغيل تلك الأجهزة، وظل هذا الواقع المتخلف حتى عام 1968 عندما هيأت حكومة الرئيس أحمد حسن البكر الإمكانات المادية فتم تجهيز الوكالة بأجهزة حديثة وتم تعيين عدد من المهندسين والفنيين بعضهم ظل يعمل في (واع) حتى إغلاقها عند غزو العراق عام 2003.

## المديرون العامون
أما المديرون العامون فهم حسب تسلسلهم الزمني أحمد قطان ثم شاذل طاقة ثم العميد يحيي الخطيب ثم العميد دريد الدملوجي وأحمد فوزي عبد الجبار ومدحت الجادر ثم عامر السامرائي فبهجت شاكر ثم طه البصري فمناف الياسين ثم طه البصري مرة أخرى ثم حسين السامرائي وكالة ثم سعد البزاز فعدنان الجبوري فعدي الطائي وأخيراً المدير أحمد سكران وكالة.
اثنان من المديرين العامين توليا مناصب وزارية هما دريد الدملوجي (وزير الإعلام) وشاذل طاقة (وزير الخارجية)، ومن بين الذين عملوا في الوكالة في سنواتها الأولى حامد يوسف حمادي (الذي تولى منصب السكرتير الخاص للرئيس صدام حسين ثم عين وزيراً للإعلام) ومحمد سعيد الصحاف الذي تولى منصب وزير الخارجية ثم عين في منصب وزير الإعلام فيما بعد ومن منتسبي (واع) الدكتور فريد أيار الذي اختير بترشيح من الوكالة أمينا عاما لاتحاد وكالات الأنباء العربية (فانا).
واجهت الوكالة في بداية عملها مشكلة اختيار الصحفيين الذين سيعملون كمندوبين ومحررين فكان هناك خياران أمامها: تعيين الموظفين من الوسط الصحفي أو تعيين شبان جدد يجري تدريبهم حديثا، وتم الأتفاق على الأخذ بالخيار الثاني حتى لا تنقل للوكالة مشاكل الوسط الصحفي السائدة آنذاك. وقد كان ذلك ضرورياً من أجل إرساء تقاليد عمل صحفية صحيحة وحديثة بين العاملين في وكالة الأنباء العراقية بدلا من أعراف وتقاليد العمل القديمة التي كانت سائدة في الوسط الصحفي آنذاك.
وكانت الإدارة تشدد في مراعاة المواصفات المهنية في تعيين الموظفين وكان المتقدمون يخضعون إلى مقابلات واختبارات في اللغة العربية والكتابة الصحفية والعلاقات العامة.

## الرمز واع
لم تكن النشرة الصحفية الأولى التي نشرت عام 1959 باسم الوكالة تحمل الرمز (واع) لكن ما منعها من ذلك أن هناك وكالة بريطانية اسمها وكالة الأنباء العربية كانت تنشر أخبارها باسم (واع)، والذين يعودون إلى الصحف العربية الصادرة في عقد الخمسينات يجدون الكثير من الأخبار تحمل رمز (واع) لكن هذه الأخبار لا علاقة لها بوكالة الأنباء العراقية.
لقد كانت وكالة الأنباء العربية فرعاً من وكالة أنباء (رويترز) البريطانية مثلها مثل إذاعة الشرق الأدنى التي كانت تبث برامجها من نيقوسيا وهي فرع من هيئة الإذاعة البريطانية.
ومنذ عام 1959 وحتى عام 1963 جرت اتصالات مع الوكالة البريطانية لشرح أحقية العراق  بهذا الرمز.
حيث جرت عدة لقاءات بمديرها العام (توم لتل) وهو بريطاني يجيد اللغة العربية إجادة تامة لإقناعه بالتخلي عن هذا الرمز. 
وفي أواخر عام 1963 حيث كان شاذل طاقة مديراً عاما لوكالة الأنباء العراقية تحقق حلم (واع). فقد جاء (توم لتل) إلى بغداد وجرت معه مباحثات في مقر الوكالة في الصالحية وفي فندق أمباسدور الواقع على شارع أبي نؤاس وهناك أعلن توم لتل استعداد وكالته للتخلي عن الرمز (واع)، وأن وكالته ستغير أسمها تبعاً لذلك من وكالة الأنباء العربية إلى وكالة الأنباء الإقليمية.
ومنذ ذلك الحين اتخذت لها رمزاٌ هو (إقليمية) بدلاً من (واع)، وبدأت وكالة الانباء العراقية على الفور باستخدام الرمز (واع) في بداية أخبارها.
ولم تستمر وكالة الأنباء الإقليمية طويلاً، فبعد تأسيس وكالات أنباء في معظم الأقطار العربية تقرر أن تتوقف نهائياً والاكتفاء بوكالة أنباء رويترز التي تبث أخبارها إلى الوطن العربي باللغة العربية إلى جانب اللغة الإنكليزية.